# Доніс Авдіяй
Доніс Джеме Авдіяй (алб. Donis Xhemë Avdijaj, нар. 25 серпня 1996, Оснабрюкк) — косовський та німецький футболіст, що грає на позиції нападника. Відомий за виступами в низці європейських клубів та у складі національної збірної Косова.

## Клубна кар'єра
Доніс Авдіяй народився в німецькому місті Оснабрюк в родині косовських албанців. Розпочав займатися футболом у клубі «Аттер», пізніше приєднався до юнацької команди клубу «Оснабрюк». У 2011 році перейшов до юнацької команди клубу «Шальке 04», у 2014 році розпочав виступи в його резервній команді в регіональній лізі. У цьому ж році прийнятий до основної команди «Шальке 04», проте після цього відразу косовара віддали в оренду до австрійського клубу «Штурм» з Граца, яка продовжилась до 2016 року. У 2016 році Авдіяй повернувся до «Шальке 04», проте в основній команді грав рідко, лише 9 разів вийшовши на поле в Бундеслізі, і в 2018 році знову грав у оренді в нідерландському клубі «Рода».
У серпні 2018 року Доніс Авдіяй став гравцем клубу Ередивізі «Віллем II», у якому грав протягом року. На початку сезону 2019—2020 року Авдіяй став гравцем турецького клубу «Трабзонспор», у складі якого грав до початку 2020 року, після чого став гравцем шотландського клубу «Гарт оф Мідлотіан», в якому грав лише до листопада, після чого перейшов до клубу Ередивізі «Еммен», але вже в січні 2021 року став гравцем кіпрського клубу АЕЛ. У серпні цього ж року косовський футболіст перейшов до австрійського клубу «Гартберг». Наступного року Авдіяй перейшов до швейцарського клубу «Цюрих», утім на початку 2023 року клуб віддав його в оренду назад до «Гартберга».

## Виступи за збірні
У 2011 році Доніс Авдіяй дебютував у юнацькій збірній Німеччини до 16 років, наступні три роки грав за юнацькі збірні Німеччини різних вікових категорій. У 2014 році він заявив, що має намір виступати за збірну Албанії. У 2017 році Доніс Авдіяй викликаний до національної збірної Косова, і дебютував у ній 24 березня 2017 року в грі проти збірної Ісландії в рамках відбіркового турніру до чемпіонату світу 2018 року. У складі збірної грав до кінця 2018 року, провів у складі збірної 6 матчів, у яких відзначився 2 забитими м'ячами.